# Amphorophora parviflori
Amphorophora parviflori är en insektsart. Amphorophora parviflori ingår i släktet Amphorophora och familjen långrörsbladlöss. Inga underarter finns listade i Catalogue of Life.